# Walckenaeria cretaensis
Walckenaeria cretaensis là một loài nhện trong họ Linyphiidae.
Loài này thuộc chi Walckenaeria và được Jörg Wunderlich miêu tả khoa học lần đầu tiên năm 1995.